# Liceul de artă din Baia Mare
Prima donație pentru înființarea unui gimnaziu băimărean, a fost făcută în 1696 în valoare de 50.000 de florini, școala finalizându-se în 1748. (Sc.gen.nr.1) "Petre Dulfu". În primii ani, școala a funcționat cu 4-6 clase, din 1878 numărul claselor crescând la 8.

## Istoric
Cursul ascendent al evoluției orașului Baia Mare a fost întrerupt după 1660 de invaziile turco-tătare, iar din 1742 de o puternică molimă de ciumă.
Din această perioadă sunt semnalate totuși evenimente ce au contribuit la ridicarea primelor edificii care își vor focaliza atenția spre educație și cultura. Astfel în 1750 printre clădirile de piatră sau cărămidă s-au ridicat și 2 școli confesionale.
Reuniunea femeilor maghiare se implică în susținerea grădinițelor și ajutorarea săracilor. Prima formație de teatru este înființată în 1796. Pornind de la aceste modeste acțiuni și activități, vom putea aprecia toate eforturile ce au continuat pentru dezvoltarea învățământului băimărean.
Manifestări culturale și artistice sunt organizate spre fârșitul sec. al XIX-lea de Cazinoul Intelectualilor din Baia Mare , care s-a înființat la inițiativa celor 15 intelectuali care luau cină împreună. Sediul se afla pe stradă Crișan și avea o sala centrală mare și două încăperi laterale. Prin contribuții și donații ale membrilor cazinoului s-a putut înființa o bibliotecă, în același timp constituindu-se primele organizații: Cercul tineretului și Cercul cetățenesc în 1867, care au pregătit serate, serbări și excursii.
în 1896 a luat ființă Colonia artiștilor din Baia Mare la inițiativa lui Hollosi Simon creandu-se baza centrului artistic, maestrul venind de la Munchen cu toți elevii săi. De la autoritățile locale au primit un șopron pe care l-au instalat în parc. realizând astfel o școală de vară în anul 1901.
în 1902 cu ajutorul primit de la o parte din intelectualii înstăriți ai orașului se va înființa Școala Liberă de Pictură, ce va activa sub această denumire între 1902-1927. Clădirea coloniei și cea a școlii au fost terminate în 1911 așa cum ni se înfățișează astăzi pe str. Victoriei nr. 17, actual Colonia Pictorilor . Deschizători ai acestei nobile activități pot fi numiți profesorii: Lidia Agricolă - desen artistic, pictură la secția romană și Weith Vasile - desen, pictură, la secția maghiară, Makkai Paraschiva - desen, grafică și decorativă, secția română și maghiară.

## Descriere
Inițial școala cu sediul pe str. Victoriei nr. 17 avea o sală mare de studii și două ateliere mici, edificiile având la un loc șase ateliere. într-un timp relativ scurt școala a fost recunoscută și iată de ce mulți artiști au cerut corectură și îndrumare de la maestrul Hollosi Simon, Thorma Ioan, Ivanyi Grünwald, Bela și Ferenczi Karoly.

## Realizări
În primul an școlar au fost organizate șase audiții muzicale. Au fost cumpărate primele 80 de volume de cărți, 220 partituri și 30 discuri micro cu piese simfonice, care au constituit începuturile activității bibliotecii școlii. Primul director al instituției doar pentru o lună, a fost numit Dudas Iuliu, apoi Ecaterina Vida din 1958 până în 1973. Odată cu începerea celui de al doilea an școlar (1959-1960) activitatea din instituție s-a diversificat. Astfel numărul de cadre și de secții s-a extins: la coarde sunt cinci catedre de vioară , 0,5 violoncel, 5,5 catedre de pian, 0,5 catedra instrumente de suflat, 1 catedra artă plastică, 1,5 educație muzicală. S-au primit prin transfer un pian și o pianină de la Școală de Muzică din Cluj și prin contribuția părinților s-a cumpărat un pian de concert, un clarinet și un magnetofon. Din bugetul alocat școlii, pentru secția de vioară s-au cumpărat 11 viori. Pentru bibliotecă s-au achiziționat 125 volume și 130 partituri. În al treilea an de existență (1960-1961) se înființează primele două clase de cultura generală, ceea ce a contribuit la îmbunătățirea muncii elevilor, deoarece orele de instrument sunt incluse în orar în continuarea orelor de curs. Din lipsa spațiului cursurile claselor de cultura generală au funcționat în localul Școlii Generale nr. 1 (Școala de pe Podul Viilor). Din anul școlar 1961-1962 școala va avea un local propriu pe str. Petofi

## Parteneriate
- - Concert comun elevi români și francezi, de orchestră și cor - 2006
- - Asociația Democratică a Tinerilor Maghiari - MADISZ - 2006
- - Parohia Nr. 2 "Sfântă Măria" Băia Mare - 2006
- - Casa Corpului Didactic MM - 2006
- - Clubul Rotary - acordă anual 6 burse în bani celor mai buni elevi - 2006
- - Rotaract - Tineret Rotary - spectacole caritabile, licitații - 2006
- - Parteneriat interdisciplinar istorie-arte plastice-muzică în colaborare cu Muzeul de Etnografie - 2007.
- - Școala Generală pentru copii cu deficiențe nr. 2 Baia Mare - 2007
- - Biblioteca Județeană "Petre Dulfu" - 2007
- - Palatul Copiilor Baia Mare - 2007
- - Colegiul Național "Vasile Lucaciu"- 2007
- - Școala cu clasele I-VIII Ilba - 2007

## Legaturi externe
Forum Liceul de artă Baia Mare
http://www.artabm.ro/istoric3.php